# Raúl Santa
Raúl Santa (Buenos Aires, 28 de mayo de 1941 - Armenia, 15 de noviembre de 2021) fue un director, guionista, libretista y actor de televisión colombiano de origen argentino. Es conocido por su papel en la telenovela Yo soy Betty, la fea en 1999.

## Biografía
Nacido en Argentina, se radicó en Venezuela donde estudio actuación y dirección teatral y televisivo. En 1994 debutó en la televisión en la serie Francisco el Matemático y posteriormente en Yo soy Betty, la fea, en esta telenovela salió un gran éxito internacional interpretando a Cheque. Entre su trayectoria siguió actuando y dirigiendo series y novelas en documentales locales y nacionales en el canal regional Telecafé al lado de su hermano gemelo y asistente de Cámara Saúl Santa.
El 15 de noviembre de 2021 falleció en su residencia en Armenia (Quindío) por complicaciones de una enfermedad que lo aquejó largo tiempo. Su hermano Saúl también fallecería exactamente dos semanas después (29 de noviembre) por complicaciones relacionadas con una penosa enfermedad.

## Filmografía
- Más allá del tiempo  (2019)
- Hacienda paraíso (2018)
- Cuando vivas conmigo  (2016)
- La hipocondríaca  (2013)
- Bermúdez  (2009)
- Tiempo final  (2007)
- Los reyes  (2005)
- La venganza  (2002)
- Yo soy Betty, la fea  (1999)
- Francisco el matemático  (1999)
- tiempos dificiles (1997)
- Las aguas mansas (1994)